# Artemije Radosavljević

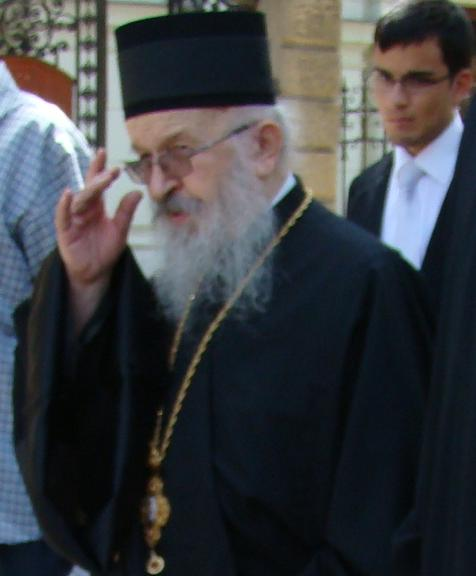
Artemije Radosavljević (2009)

Artemije Radosavljević, Geburtsname: Marko Radosavljević (* 15. Januar 1935 in Lelić, Königreich Jugoslawien; † 21. November 2020 in Valjevo, Serbien), war Bischof der serbisch-orthodoxen Eparchie Raszien-Prizren. Im Februar 2010 wurde er wegen Veruntreuung von Spendengeldern in Millionenhöhe von der Synode seiner Kirche als Bischof abgesetzt.

## Leben
Artemije studierte nach dem Zweiten Weltkrieg an der Universität Belgrad Theologie. Nach dem Ende seines Studiums wurde er 1960 Mönch im Kloster Ćelije in der Nähe seines Geburtsortes. Er setzte seine Studien in Belgrad fort und erwarb 1964 den Doktorgrad in Theologie. Bis 1968 arbeitete er als Theologieprofessor am orthodoxen Krka-Seminar in Kroatien. Daran schloss sich ein Studienaufenthalt in Athen an.
Nach seiner Rückkehr wurde er zum Professor im Seminar von Prizren berufen. 1978 zog er sich mit Einverständnis des Vladika Pavle von Raška und Prizren in das verlassene Kloster von Crna Reka zurück. Mit der Zeit sammelten sich dort einige junge Mönche um ihn; einige von ihnen wurden später Äbte in verschiedenen Klöstern des Kosovo. In dieser Zeit fungierte er auch als Herausgeber einer kirchlichen Zeitschrift für das Kosovo. Artemije blieb 13 Jahre in Crna Reka, bis er 1991 zum Bischof der Eparchie Raška-Prizren gewählt wurde.
Als Bischof stand Artemije dem Milošević-Regime ablehnend gegenüber und verurteilte die Gewalttaten der serbischen Sicherheitskräfte an der albanischen Bevölkerung. Gleichwohl trat er für die Souveränität Serbiens über die Provinz Kosovo ein. Nach der Besetzung des Kosovo durch die NATO-Truppen wurde Bischof Artemije zu einer Art politischem Führer der serbischen Minderheit, deren Interessen er gegenüber der KFOR zu vertreten versuchte. Immer wieder hat er die Unfähigkeit der Besatzungstruppen angeprangert, die Serben vor albanischen Gewalttätern zu schützen. Direkte Kontakte zu albanischen Politikern vermied Artemije.
Theologisch und spirituell stand Bischof Artemije in der Tradition von Nikolaj Velimirović.
Wegen Veruntreuung von Spendengeldern und als Ergebnis eines Machtkampfes hat ihn der Heilige Synod, die serbische Kirchenregierung, im Februar 2010 nach umfangreichen Untersuchungen abgesetzt. Sein Nachfolger ist Atanasij Jevtić. Im November 2010 hat der Heilige Synod Artemije in den Mönchsstand zurückversetzt. Der ehemalige Bischof und seine Anhänger erkannten die Absetzung und Degradierung nicht an und leisteten Widerstand. Im Februar 2010 kam es im Kloster Gračanica zu Prügeleien zwischen Mönchen, die entweder Artemije oder seinem Nachfolger anhingen. Im November 2010 besetzten Artemije und seine Leute das Kloster erneut und mussten von der Polizei und der KFOR entfernt werden.
Artemije starb am 21. November 2020 an den Folgen von COVID-19.

## Schriften
- Novi Zlatoust Sveti Vladika Nikolaj. 1880–1956. Prizren 1992, OCLC 977885823 (Biographie N. Velimirović’).
- Sa Hristom kroz život: Zbornik radova (= Edicija Sledujući svetim ocima; 1). Eparchie Raszien-Prizren, Gračanica 2005, ISBN 86-82323-16-8